# Plaza Mariscal Deodoro
La Plaza Mariscal Deodoro (en portugués:Praça Marechal Deodoro), más conocida como Plaza de la Matriz (en portugués: Praça da Matriz), es un espacio público e histórico de la ciudad de Porto Alegre, capital del estado brasileño de Rio Grande del Sur. Está ubicada en el corazón de la ciudad en pleno Centro Histórico, y existe desde los primeros años de la capital. Ha sido declarada como patrimonio por el Instituto do Patrimonio Histórico e Artístico Nacional.

## Historia

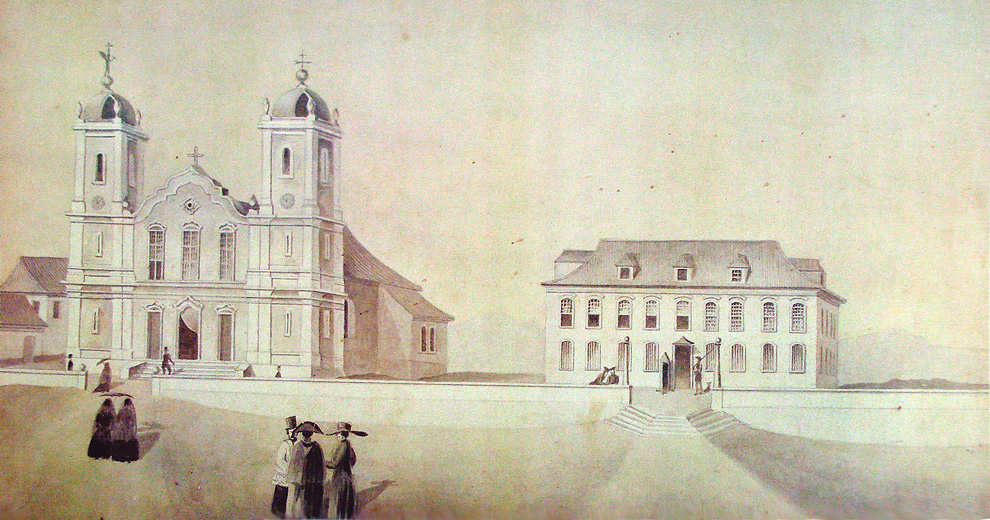
Vista de la plaza hacia 1850 con sus dos primeros edificios: la Iglesia Parroquial y el Palacio de Gobierno

La primera mención de la plaza se remonta a 1753 cuando se construyó en ella un cementerio. Su lado sur fue el primero en ser ocupado, y allí se construyó la Iglesia Matriz. Como resultado, su nombre pasó a ser Praça da Matriz (en español: "Plaza de la Matriz"). Poco después, en 1772, apareció en el primer mapa del pequeño asentamiento que fue Porto Alegre en sus primeros días como Praça do Novo Lugar. Cuando la capital de la capitanía fue transferida de Viamão a Porto Alegre, la plaza fue elegida para albergar el Palacio del Gobernador, terminado en 1789, y también pasó a ser conocida como Plaza del Palacio de la Presidencia. Junto al Palacio, apareció en 1790 la Casa da Junta o Casa de la Real Hacienda y, entre 1837 y 1839, junto a la Matriz, la primera Capilla del Divino Espíritu Santo.
Hasta 1840 la plaza no era más que una calzada erosionada sin ningún adorno. En esa década se construyeron los primeros aceras, y en la segunda mitad del siglo XIX, después de la agitación causada por la Revolución Farroupilha, cuando la ciudad fue asediada durante diez años, se construyeron otros edificios importantes a su alrededor como el Palácio do Ministério Público, la sede de la Sociedad Bailante, la primera hidráulica de la ciudad, la primera sede de la Intendencia Municipal, el Theatro São Pedro y su edificio gemelo (sede del Palácio da Justiça posteriormente destruido en un incendio), y el Tribunal Penal. 

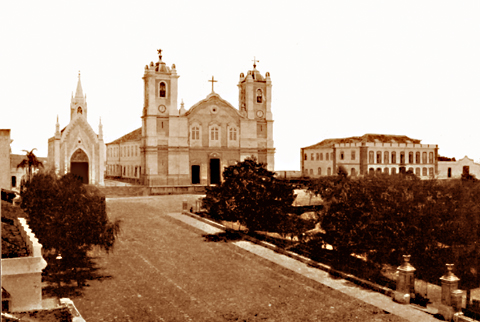
Virgilio Calegari: Vista de la plaza en su primera urbanización, en 1890

En 1858, su nombre pasó a ser "Plaza Don Pedro II", con motivo de la visita del Emperador a la ciudad. Poco después se instalaron las Fuentes del Emperador con estatuas de mármol que simbolizaban los grandes ríos de la Cuenca del Guaíba, transferidos en 2014 a la Hidráulica Moinhos de Vento, y se decidió iniciar la forestación. Sin embargo, una fotografía tomada después de 1870 muestra sólo unas pocas palmeras.
El paisajismo sólo se realizó realmente entre 1881 y 1883 incluyendo 20 olivos procedentes de Portugal. En 1885 recibió el Monumento al Conde de Porto Alegre, posteriormente trasladado a la plaza que lleva su nombre, la Plaza Conde de Porto Alegre. El 11 de diciembre de 1889, un decreto municipal cambió el nombre de la plaza por el de Plaza Mariscal Deodoro, el mismo que conserva hasta hoy. En 1896, el antiguo Palacio de Gobierno fue demolido para dar paso a un edificio más grande y lujoso, el actual Palacio Piratini.
El 24 de octubre de 1914 se inauguró el Monumento a Júlio de Castilhos en honor al estadista gaúcho Júlio de Castilhos. El monumento de bronce, construido durante la administración del gobernador Carlos Barbosa, fue realizado por el escultor Décio Villares. Rodean la figura central diversas personificaciones de virtudes, como el valor y la prudencia, y de valores e instituciones, como la educación y el civismo. Como muchos edificios de Porto Alegre, el Monumento ha sufrido actos de vandalismo y depredación a lo largo del tiempo. Poco después, la antigua iglesia parroquial fue demolida para la construcción de una catedral más grande, la actual Catedral metropolitana de Porto Alegre.
Más tarde, la plaza recibió importantes mejoras, que se completaron en 1919. En 1927, en el solar del antiguo edificio de la Asamblea Legislativa, se construyó el primer Auditorio Araújo Vianna para conciertos de la banda municipal, que fue demolido en la década de 1960 para sustituirlo por el moderno Palacio Farroupilha, sede de la Legislatura del Estado.  En las inmediaciones de la Plazase encuentran el Solar dos Câmara, el Museo Júlio de Castilhos y la Biblioteca Pública del Estado, todos en edificios históricos.

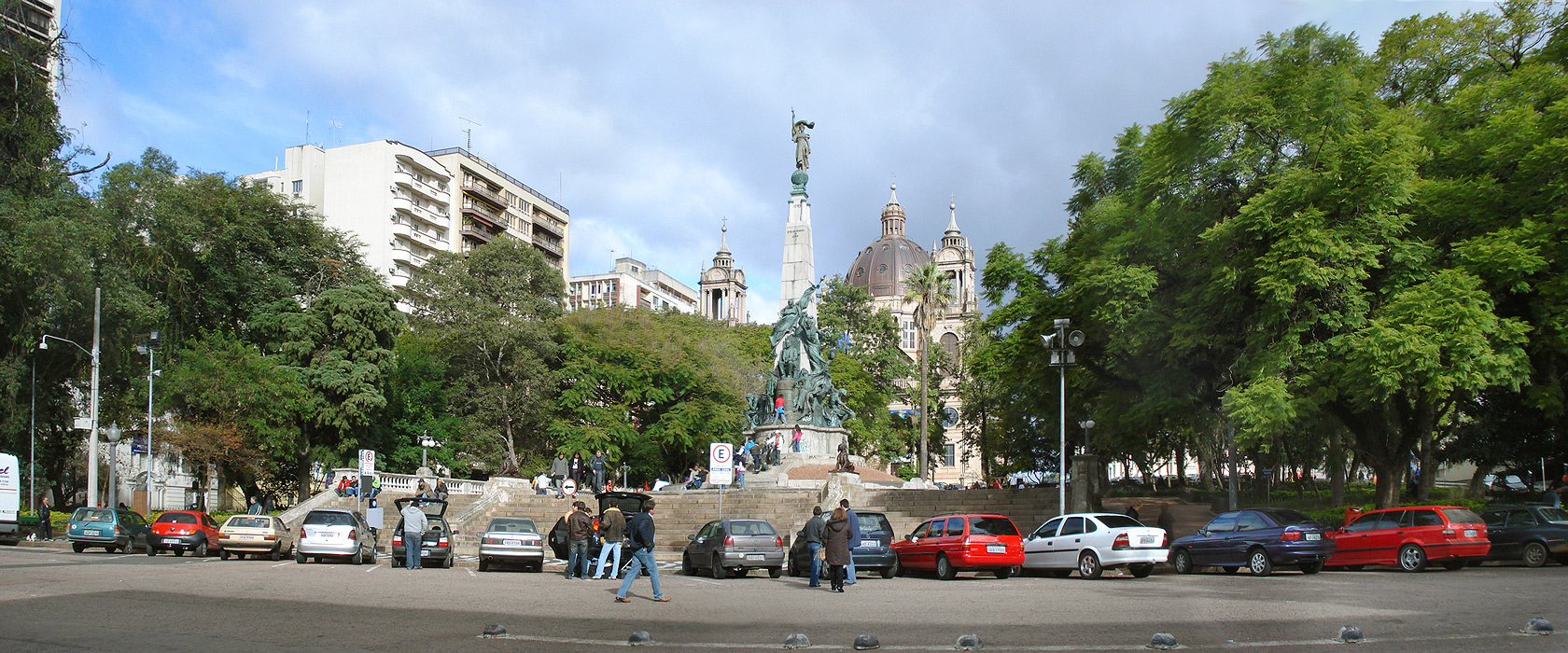
Vista actual de la Praça da Matriz, con el Monumento a Júlio de Castilhos en el centro y la catedral al fondo